# شعب السوتو
شعب السوتو / / ˈsuːtuː ، أو الباسوتو/ / bæˈsuːtuː ، هم مجموعة عرقية من البانتو في جنوب إفريقيا، موطنها ليسوتو الحديثة وجنوب إفريقيا، متحدثين باللغة السوتية. استوطن سكان الباسوتو تلك المنطقة منذ حوالي القرن الخامس وبالتالي امتلكوا روابط وثيقة مع شعوب البانتو الأخرى في المنطقة.
انبثقت هوية باسوتو الحديثة من دبلوماسية موشويشوي الأول التي جمعت بين القبائل المتباينة ذات الأصول سوتية -تسوانية والتي تفرقت في جميع أنحاء جنوب إفريقيا في أوائل القرن التاسع عشر. يعيش معظم سكان الباسوتو اليوم في جنوب إفريقيا، حيث كانت دولة البرتقال الحرة في الأصل جزءًا من دولة موشويشوي (ليسوتو الآن).

## تاريخيًا

### التاريخ الباكر
استقرّت الشعوب الرعويّة الناطقة بلغات البانتو في أراضي جنوب إفريقيا الحديثة حوالي 500 م.
يُفترض حدوث الانفصال عن تسوانا بحلول القرن الرابع عشر. يعود تاريخ أول الإشارات التاريخية إلى شعب الباسوتو إلى القرن التاسع عشر. بحلول ذلك الوقت، استقرت سلسلة من ممالك باسوتو في الجزء الجنوبي من الهضبة (مقاطعة الولاية الحرة وأجزاء من خاوتينغ). كان مجتمع الباسوتو لا مركزيًا للغاية ونُظِّم على أساس الكرال، أو القبائل الواسعة النطاق، التي حُكم كل منها بواسطة زعيم. اجتمعت القبائل في اتحادات غير مترابطة.

### القرن التاسع عشر
في عشرينيات القرن التاسع عشر، احتكّ اللاجئون الهاربون من توسع الزولو تحت حكم شاكا بشعب الباسوتو المقيمين في المناطق المرتفعة. في عام 1823، تسببت هذه الظروف في هجرة مجموعة من شعب الباسوتو المعروفين باسم كولولو، إلى الشمال، متجاوزين مستنقع أوكافانغو وعبر نهر زامبيزي إلى باروتسلاند، التي أصبحت الآن جزءًا من زامبيا. احتلّ الكولولو باروتسلاند في عام 1845.
في نفس الوقت تقريبًا، بدأ البويريون في التعدي على المناطق التابعة للباسوتو. بعد التنازل عن مستعمرة كيب لصالح بريطانيا في ختام الحروب النابليونية، كان الفورتريكيرس («الروّاد») من المزارعين الذين اختاروا مغادرة المستعمرة الهولندية السابقة وانتقلوا إلى الداخل حيث أسّسوا في نهاية المطاف نظامًا مستقلًا للحكم.
في خضم هذه التطورات، أحكم بيشويشوي الأول سيطرته على ممالك الباسوتو في المرتفعات الجنوبية. أشيد به عالميًا باعتباره دبلوماسيًا واستراتيجيًا ماهرًا، إذ تمكن من السيطرة ببراعة على جماعات اللاجئين المختلفة التي هُجّرت قسريًّا في فترة ديفكان ودمجهم في أمّة متماسكة. ساعدت قيادته التي ألهمت الكثيرين أمّته الصغيرة على النجاة من الأخطار (هيمنة الزولو، والتوسع الداخلي للفورتريكيرس ومخططات بريطانيا الإمبريالية) التي دمرت بعض ممالك جنوب إفريقيا الأصلية خلال القرن التاسع عشر.
أسّس موشويشوي في عام 1822 عاصمته في بوثا بوثي، منطقة جبلية يسهل الدفاع عنها في جبال دراكنزبرغ الشمالية، ووضع أُسُس مملكة ليسوتو في نهاية المطاف. نُقلَت عاصمته لاحقًا إلى ثابا بوسيو.
شجع موشويوشوي النشاط التبشيري الفرنسي في مملكته بهدف التصدي لمجموعات الفورتريكيرس المعادية. قام المبشرون المرسلون من جمعية التبشير الإنجيلية بباريس بتزويد الملك بمستشار للشؤون الخارجية وتقديم التسهيلات لشراء الأسلحة الحديثة.
بغضّ النظر عن دورهم كوزراء للدولة، لعب المبشرون (في المقام الأول كاساليس وأربوسيت) دورًا حيويًا في تحديد قواعد الكتابة السوتية وطباعة المستندات باللغة السوتية بين عامي 1837 و1855. ظهرت أول ترجمة للكتاب المقدس باللغة السوتية في عام 1878.
في عام 1868، بعد خسارة الأراضي المنخفضة الغربية لصالح البوير خلال حروب الولاية الحرة -باسوتو؛ ناشد موشويشوي الملكة فيكتوريا أن تعلن ليسوتو (التي كانت تُعرف باسم باسوتولاند) محميّة بريطانية، ونتيجة لذلك، تمّ اختيار ماسيرو مركزًا للإدارة البريطانية، موقع عاصمة ليسوتو الحالية. احتفظ الزعماء المحليون بالسلطة على الشؤون الداخلية بينما تولت بريطانيا مسؤولية الشؤون الخارجية والدفاع عن المحمية. في عام 1869، رعى البريطانيون إجراءات أفضت إلى ترسيم حدود باسوتولاند. على الرغم من امتلاك العديد من القبائل أراضٍ داخل باسوتولاند، استقرت أعدادٌ كبيرة من الناطقين باللغة السوتية في مناطق تابعة لدولة البرتقال الحرة، التي مثّلت جمهورية مستقلة سياديًا للفورتريكيرس مجاورة لمملكة باسوتو.

### أكل المثيل (أكل لحوم البشر)
ازدادت ممارسة أكل لحوم البشر بين شعب الباسوتو في فترة «ليفاكان» التي تعني «الحاجة إلى القوت» أو «نحن نريد» عندما فرّت العديد من القبائل اللاجئة هاربةً من الحرب التي بدأها شاكا ملك الزولو. وفقًا للمبشر إيلينبرجر، تضمنت القبائل التي مارست أكل لحوم البشر قبيلة باختلا من تاباني، وتحديداً أتباع الزعيم راكوتسواني في سيفيكينج. وُصفت مقاطعة مانجان، المعروفة الآن باسم بلومفونتين، بحلول نهاية عام 1822 بأنها «موبوءة بأكل لحوم البشر». اجتمعت أخوية من سبعة وعشرين شخصًا من أكلة لحوم البشر تحت قيادة موتليوا في أحد الكهوف في موهيلز هويك. تضمنت المناطق الأخرى المعروفة بأكل لحوم البشر ضفاف نهر كورنيليوس سبروت حيث وُجِدَت عدّة قُرى من أكلة لحوم البشر.
وفقًا لشعب الباسوتو، يعتبر أكلة لحوم البشر أشخاصًا ذوي قوى شريرة خارقة للطبيعة مثل الشيطان أو أرواح الموتى التي تمردت على الأرواح الصالحة وأسلاف شعب الباسوتو.
تؤمن تقاليد الباسوتو أن زعيم باكوينا العظيم، موهلومي، كان قد تنبأ بقدوم فترة ليفاكان وظهور أكلي لحوم البشر في فراش موته عندما قال: «بعد موتي، ستخرج سحابة من الغبار الأحمر من الشرق وتلتهم قبائلنا. سوف يأكل الأب أولاده. أحييكم جميعًا، وأغادر إلى المكان الذي يستريح فيه آباؤنا».
اعتقد آكلو لحوم البشر الباسوتيون أن التهام ضحاياهم سوف يرضي الآلهة. قدّر المبشرون الذين وصلوا في عام 1883 عدد آكلي لحوم البشر ما بين 7000 إلى 8000 شخص بين نهر أورانج ودراكنبرغ ونهر فال. كان عدد الضحايا خلال السنوات من 1822 حتى 1828 حوالي 300000 ضحية. توقف أكل لحوم البشر بعد وقت قصير من وصول المبشرين المسيحيين نتيجةً لاعتبار أكل لحوم البشر أمرًا غير مقبول في نمط الحياة المسيحية. 
تعرض موشويشوي وشعبه لهجوم من أكلة لحوم البشر أثناء انتقالهم من بوثا بوثي إلى ثابا بوسيو بحثًا عن الأمان بعيدًا عن حروب الملك شاكا في عام 1824. قام آكلو لحوم البشر خلال الهجوم بأسر وأكل جد موشويشوي، بيت. على الرغم من تسبب أكلة لحوم البشر بوفاة جدّه، لم يختر موشويشوي معاقبة أكلة لحوم البشر الذين أسروهم بل اختار مساعدتهم في سبيل إعادة تأهيلهم في المجتمع من خلال تقديم الطعام والماشية لهم. بالإضافة إلى ذلك، لعب الملك موشويشوي دورًا رئيسيًا في إعادة تأهيل الأشخاص الذين مارسوا أكل لحوم البشر من خلال توفير الطعام.
يمتد أثر آكلي لحوم البشر خارج مدينة كلارينس في شرق الولاية الحرة بين جبال روبيرغ وويتيبيرغ حيث استقر أكل أكلة لحوم البشر.